# Natalla Prywaława
Natalla Prywaława (ur. 19 lutego 1987 w Dobruszu) – białoruska wioślarka.

## Osiągnięcia
- Mistrzostwa Europy – Poznań 2007 – ósemka – 4. miejsce[1].
- Mistrzostwa Świata – Poznań 2009 – czwórka podwójna – 8. miejsce[1].
- Mistrzostwa Europy – Brześć 2009 – czwórka podwójna – 4. miejsce[1].